# Paracontias kankana
Paracontias kankana là một loài thằn lằn trong họ Scincidae. Loài này được Köhler, Vieites, Glaw, Kaffenberger & Vences mô tả khoa học đầu tiên năm 2009.